# Chiropetalum argentinense
Chiropetalum argentinense là một loài thực vật có hoa trong họ Đại kích. Loài này được Skottsb. mô tả khoa học đầu tiên năm 1949.